# Мехбаза (Тихвинский район)
Мехбаза — посёлок в Ганьковском сельском поселении Тихвинского района Ленинградской области.

## История
По данным 1966, 1973 и 1990 годов посёлок Мехбаза входил в состав Ерёминогорского сельсовета.
В 1997 году в деревне Мехбаза Ерёминогорской волости проживал 401 человек, в 2002 году — 326 человек (русские — 95 %).
В 2007 году в посёлке Мехбаза Ганьковского СП проживали 320 человек, в 2010 году — 239, в 2012 году — 321 человек.

## География
Посёлок расположен в северной части района на автодороге 41А-009 (Лодейное Поле — Тихвин — Чудово).
Расстояние до административного центра поселения — 12 км.
Расстояние до ближайшей железнодорожной станции Тихвин — 56 км.
Посёлок находится на левом берегу реки Капша.

## Демография
| 2007 | 2010 | 2017 |
| ---- | ---- | ---- |
| 320  | ↘239 | ↘11  |

### Национальный состав
Согласно данным Всероссийской переписи населения 2021 года в посёлке проживали 216 человек, из них:
 русские — 203, киргизы — 10, татары — 1, украинцы — 1,эстонцы — 1 человек.

## Улицы
Дружная, Капшинская, Лесная, Речная, Строительная, Студенческая, Тарная, Центральная, Школьная.